# Fernando Coimbra
Fernando Coimbra (nacido en 1976; Ribeirão Preto) es un director de cine brasileño, conocido por dirigir Un lobo en la puerta (2013) y Castillo de arena (2017). Por la primera película, Coimbra fue nominada al Directors Guild of America Award for Outstanding Directing – First-Time Feature Film en 2015.

## Filmografía

### Largometrajes
| Año  | Título original       | Ref.  |
| ---- | --------------------- | ----- |
| 2013 | O Lobo Atrás da Porta | [ 4 ] |
| 2015 | Aqui Deste Lugar      | [ 5 ] |
| 2017 | Sand Castle           | [ 6 ] |
| 2024 | Os Enforcados         | [ 7 ] |

### Series
| Año       | Título              | Notas        | Ref.  |
| --------- | ------------------- | ------------ | ----- |
| 2015–2017 | Narcos              | 4 episodios  | [ 8 ] |
| 2017      | O Honem da Sua Vida | 13 episodios | [ 8 ] |
| 2017      | Outcast             | 1 episodio   |       |
| 2018      | Terrores Urbanos    | 2 episodios  |       |
| 2019      | What/If             | 1 episodio   |       |
| 2023      | Perry Mason         | 2 episodios  |       |